# Liste der Kulturdenkmale in Lunden
In der Liste der Kulturdenkmale in Lunden sind alle Kulturdenkmale der schleswig-holsteinischen Gemeinde Lunden (Kreis Dithmarschen) aufgelistet (Stand: 10. März 2025).

## Legende
In den Spalten befinden sich folgende Informationen:
- Objekt-ID: die Nummer des Kulturdenkmales
- Lage: die Adresse des Kulturdenkmales und die geographischen Koordinaten. Kartenansicht, um Koordinaten zu setzen. In der Kartenansicht sind Kulturdenkmale ohne Koordinaten mit einem roten Marker dargestellt und können in der Karte gesetzt werden. Kulturdenkmale ohne Bild sind mit einem blauen Marker gekennzeichnet, Kulturdenkmale mit Bild mit einem grünen Marker.
- Offizielle Bezeichnung: Bezeichnung des Kulturdenkmales
- Beschreibung: die Beschreibung des Kulturdenkmales
- Bild: ein Bild des Kulturdenkmales

## Sachgesamtheiten
| Objekt-ID      | Lage                                             | Offizielle Bezeichnung | Beschreibung | Bild                             |
| -------------- | ------------------------------------------------ | ---------------------- | --- | -------------------------------- |
| 40548 Wikidata | Claus-Harms-Straße 1 (54° 20′ 1″ N, 9° 1′ 22″ O) | Kirche St. Laurentius  | Aktualisierung vorgesehen - Begründung: geschichtlich, künstlerisch, städtebaulich, Kulturlandschaft prägend - Schutzumfang: Kirche St. Laurentius mit Ausstattung, Kirchhof (Geschlechterfriedhof), Grabmale bis 1870, Gruftanlagen, Kirchhofsmauer mit Pforte, Baumkranz | weitere Fotos \| Fotos hochladen |

## Bauliche Anlagen
| Objekt-ID     | Lage                                             | Offizielle Bezeichnung                | Beschreibung | Bild                             |
| ------------- | ------------------------------------------------ | ------------------------------------- | --- | -------------------------------- |
| 8301 Wikidata | Am Gehölz 15 (54° 19′ 37″ N, 9° 1′ 44″ O)        | Ehemaliges Dithmarscher Landesheim    | Dithmarscher Landesheim; 1926–1927; langgestrecktes eingeschossiges Rotsteingebäude mit zwei giebelständigen Abschlussbauten und traufständigem Verbindungstrakt mit mächtiger Spitzgiebelgaube, sechsteilige Sprossenfenster, qualitätvoller Heimatschutzbau - geschichtlich, künstlerisch, städtebaulich - Schutzumfang: gesamtes Objekt - Denkmaltyp: Bauliche Anlage | weitere Fotos \| Fotos hochladen |
| 3390          | Claus-Harms-Straße 1 (54° 20′ 1″ N, 9° 1′ 22″ O) | Kirche St. Laurentius mit Ausstattung | Alteintragung (Aktualisierung vorgesehen) - Begründung: geschichtlich, städtebaulich - Schutzumfang: gesamtes Objekt - Denkmaltyp: Bauliche Anlage, Sachgesamtheit: Kirche St. Laurentius | Fotos hochladen                  |
| 3389 Wikidata | Friedrichstraße 60 (54° 19′ 57″ N, 9° 1′ 28″ O)  | Wohnhaus                              | Alteintragung (Aktualisierung vorgesehen) - Begründung: Alteintragung (Aktualisierung vorgesehen) - Schutzumfang: Alteintragung (Aktualisierung vorgesehen) - Denkmaltyp: Bauliche Anlage | Fotos hochladen                  |

## Gründenkmale
| Objekt-ID     | Lage                                             | Offizielle Bezeichnung          | Beschreibung | Bild                             |
| ------------- | ------------------------------------------------ | ------------------------------- | --- | -------------------------------- |
| 3388 Wikidata | Claus-Harms-Straße 1 (54° 20′ 0″ N, 9° 1′ 23″ O) | Kirchhof (Geschlechterfriedhof) | Alteintragung (Aktualisierung vorgesehen) - Begründung: geschichtlich, Kulturlandschaft prägend - Schutzumfang: Kirchhof (Geschlechterfriedhof), Grabmale bis 1870, Gruftanlagen, Kirchhofsmauer mit Pforte, Baumkranz - Denkmaltyp: Gründenkmal, Sachgesamtheit: Kirche St. Laurentius | weitere Fotos \| Fotos hochladen |

## Quelle
- Liste der Kulturdenkmale in Schleswig-Holstein – Kreis Dithmarschen (PDF)

- Karte mit allen Koordinaten:
- OSM |
- WikiMap